# Joey Stefano
Joey Stefano (1 de enero de 1968 - 26 de noviembre de 1994) fue un conocido actor de la industria pornográfica estadounidense orientada hacia el público gay, muy popular hacia fines de los ochenta y principio de los noventa. Su verdadero nombre era Nicholas Anthony Iacona, Jr.

## Biografía
Joey Stefano creció en un suburbio de Filadelfia (Chester, Pensilvania). Su padre murió cuando él cumplía los 15 años. Después de varios años de ejercer la prostitución y abusar del consumo de drogas en Nueva York, se traslada a Los Ángeles, donde emprende una meteórica carrera en el mundo de la pornografía. Una de las razones de su espectacular éxito, además de su belleza escultural, era que gozaba de un carisma especial en escena, sumiso pero verbalmente demandante y protagonista, más allá de su rol sexualmente pasivo. En algún momento de aquellos años contrajo el virus del VIH.
Su notable éxito atrajo la atención de la cantante y actriz Madonna, quien lo incluyó como modelo en su libro Sex de 1992.
Durante toda su trayectoria fue objeto de rumores (muchas veces difundidos por sí mismo) sobre sus relaciones con prominentes figuras de la industria del entretenimiento. En 1990 concede una entrevista a Jess Cagle (Entertainment Weekly) y Rick X ("The Closet Case Show", un canal de cable), donde Stefano afirma haber tenido una serie de "citas" con David Geffen, quien en su momento le imploró que dejara las drogas. Después de la publicación de dicha entrevista, Geffen reconoció públicamente su homosexualidad y que era seropositivo.
Joey Stefano murió de una sobredosis de drogas a la edad de 26 años. Su cuerpo fue trasladado a Pensilvania y fue enterrado al lado de su padre.
Charles Isherwood, en su biografía Wonder Bread and Ecstasy (Alyson Publications) de 1996, afirma que Joey sufrió abusos sexuales durante su infancia, dato difícilmente comprobable.

## Películas
- Inch By Inch
- Billboard
- Cum in My Ass
- Dripping Cum
- Monster Cocks
- One Man's Poison
- Tough Competition 2

## Premios
Este actor recibió dos veces el premio AVN Award, que le otorga cierta autoridad en su materia. Además, tiene la particularidad de haber sido sujeto de una biografía publicada por una editora, lo que no es común acerca de un actor de la industria pornográfica.